# 江口末人
江口 末人は、毎日新聞の元編集者で、毎日コミュニケーションズ（現・マイナビ）の初代社長である。
1923年1月15日長崎県にて父元次郎、母オジカの四男として出生。1945年、満洲建国大学在学中に学徒出陣し、陸軍飛行隊に入隊、特攻を志願するも敗戦により復員、京都帝国大学法学部に転入学。卒業後、毎日新聞大阪本社に入社、英文毎日部長として活動。1970年、大阪万博の毎日新聞の責任者として陣頭指揮を取り、外国人にわかりやすい英文パンフレット、ミニチュア版新聞の発行、アイデアを凝らしたグッズの販売で他社を圧倒して社内の語り草になる(松藤竹二郎著「江口末人さんを悼む」より)。1971年、東京本社の英文毎日局長に就く。在任中の1972年、「毎日ウイークリー」を創刊、さらに毎日新聞の子会社として毎日コミュニケーションズ（現・マイナビ）を1973年に立ち上げ、同社を業界有数の企業に育て上げた。2006年5月21日沖縄県那覇市おもろまちにて老衰の為没。

| スタブアイコン | サブスタブ | この項目は、まだ閲覧者の調べものの参照としては役立たない、人物に関連した書きかけの項目です。この項目を加筆・訂正などしてくださる協力者を求めています（P:人物伝/PJ:人物伝）。 |